# Талицы (Ростовский район)
Талицы — село Ростовского района Ярославской области, входит в состав сельского поселения Петровское. 

## География
Расположено близ берега речки Талицы (приток Сары) в 12 км на запад от посёлка Петровское и в 33 км на юго-запад от Ростова.

## История
Местная пятиглавая каменная церковь в связи с колокольней существует с 1806 года с двумя престолами: Казанской Пресвятой Богородицы и св. Николая. Ранее  здесь существовали две деревянные церкви, сгоревшие от грозы, но когда это случилось, неизвестно. В 1872 году здесь открыта школа, устроенная на средства крестьянина Павлова.
В конце XIX — начале XX село входило в состав Дубровской волости Ростовского уезда Ярославской губернии. В 1885 году в селе было 12 дворов.
С 1929 года село входило в состав Дементьевского сельсовета Ростовского района, в 1935 — 1959 годах — в составе Петровского района, с 1954 года — в составе Никольского сельсовета (сельского округа), с 2005 года — в составе сельского поселения Петровское.

## Население
| 1859 | 2007 | 2010 |
| ---- | ---- | ---- |
| 103  | ↘0   | →0   |

## Достопримечательности
В селе расположена недействующая Церковь Николая Чудотворца (1806).